# فريمان ووكر
فريمان ووكر (بالإنجليزية: Freeman Walker)‏ هو محامي وسياسي أمريكي، ولد في 25 أكتوبر 1780 في الولايات المتحدة، وتوفي بنفس المكان في 23 سبتمبر 1827. حزبياً، نشط في الحزب الجمهوري الديمقراطي. انتخب عضو مجلس نواب جورجيا وانتخب عضو مجلس الشيوخ الأمريكي.